# Kogenerace
Kogenerace (kombinovaná výroba elektřiny a tepla) je společná výroba elektřiny a tepla. Umožňuje zvýšení účinnosti využití energie paliv.
Spalováním uhlovodíkových paliv, nebo využíváním jiných primárních zdrojů tepla v energetice a v dopravě při použití v motoru či turbíně se pro vlastní mechanickou práci nebo výrobu elektřiny využije cca 30÷35 % energie obsažené v palivu. Vzniká velké množství nízkopotenciálového tepla, které u běžných motorů z největší části (cca 50 % energetického obsahu paliva) odchází v podobě horkých výfukových plynů, a další ztrátové teplo, které je nutno odvádět z hlediska zachování funkčnosti motoru chladicí soustavou. Toto teplo představuje tepelné ztráty procesu výroby a přeměny energie. Vzhledem k fyzikálním omezením (Carnotův cyklus) toto teplo není možno použít k výrobě mechanické práce nebo elektřiny. U automobilu uniká bez užitku do okolí, ve velkých tepelných elektrárnách je vypouštěno chladicími věžemi.
Při kogeneračním procesu je toto odpadní teplo výhodně využíváno k ohřevu teplé vody, vytápění a podobným účelům. Tak je současně využita energie pro výrobu elektřiny a ztrátové teplo je k dispozici k dalšímu použití. Lze tak dosáhnout přibližně 80% tepelné účinnosti vztažené na energetický obsah výhřevnosti paliva. Proto kogenerace může být jednou z cest snižování emise skleníkových plynů lepším využitím primárních paliv.
Kombinovaná výroba elektřiny a tepla ve větších zdrojích se uplatní zejména ve spojení s dálkovým vytápěním, které umožní efektivní využití ztrátového tepla.
Podrobnější informace o kombinované výrobě elektřiny a tepla naleznete na stránkách věnovaných kombinované výrobě elektřiny a tepla.

## Mikrokogenerace
Klasická zařízení poskytují buď řešení pro výrobu tepla (kondenzační kotle, tepelná čerpadla, solární kolektory) nebo pro výrobu elektřiny (fotovoltaické panely, malé vodní a větrné elektrárny). Kogenerační jednotky ale obě tyto oblasti řeší zároveň. Díky kombinované výrobě elektřiny a tepla (KVET) v jednom zařízení lze dosáhnout vysoké efektivity a využít přes 90 % energetického obsahu paliva.
Přínos malých kogeneračních jednotek spočívá v tom, že teplo a notná část elektrické energie mohou být spotřebovány přímo v místě jejich výroby. Odpadají tedy i ztráty vznikající při transportu energie na delší vzdálenost. Vzájemné provázání výroby tepla a elektřiny ovšem přináší i jisté omezení - potřebu zajistit pokud možno trvalý odběr tepla. Kdyby provozovatel konvenční kogenerační jednotky nebyl schopen po většinu roku smysluplně využívat teplo vznikající jejím provozem, výroba elektřiny by po zapojení tepelného výměníku sice byla možná ale nehospodárná.
S využitím elektřiny vyrobené kogenerační jednotkou na rozdíl od tepla obtíže nenastávají. Její nespotřebované přebytky lze na základě smlouvy uzavřené s příslušným distributorem elektřiny (ČEZ, EON, PRE) odprodávat do elektrické sítě. Při splnění podmínek stanovených platnými předpisy má provozovatel kogenerační jednotky právo na příspěvek k ceně elektřiny ve výši stanovené cenovým rozhodnutím Energetického regulačního úřadu, a to jak pro elektřinu dodanou do sítě, tak pro elektřinu, kterou sám spotřebuje. Aktuální výše příspěvku pro jednotky o výkonu do 1 MWe činí 470 – 1 800 Kč / MW.h.
Investiční náklady v přepočtu na jednotku instalovaného výkonu v případě malých kogeneračních jednotek strmě rostou. Zatímco u velkých zařízení o výkonu kolem 500 kWe pořizovací cena strojů na evropském trhu vychází na cca 750 euro/1 kWe jmenovitého elektrického výkonu, u 50 kWe jednotek je to 1 200 euro/1 kWe a u malých jednotek s výkonem 5 kWe už přes 3 000 euro/1 kWe. Cena za instalovaný kilowatt může být u nejmenších jednotek ještě podstatně vyšší. Z toho pak vychází delší návratnost investice, která je činí méně atraktivními pro zákazníky – a tím i pro výrobce. Kogenerace je úzce spojena také s decentralizací v oblasti energetiky. V České republice podporuje rozvoj kombinované výroby elektřiny a tepla sdružení COGEN Czech.
Velké naděje při vývoji malých kogeneračních jednotek jsou již delší dobu vkládány do Stirlingova motoru, který má oproti klasickým spalovacím motorům vyšší účinnost, nižší hlučnost a malé servisní nároky. Díky odlišnému principu fungování – využití vnějšího spalování – může motor využívat různých paliv anebo i jiných zdrojů tepla (např. solární energie). Vývojem takovéhoto zařízení se zabývala řada firem, většinou však neúspěšně. V dohledné době se s uvedením Stirlingova motoru na trh nepočítá.

## Kogenerace v České republice
Kogenerace je v České republice provozována v teplárnách již po desetiletí. Dle Teplárenského sdružení České republiky pokrývá KVET téměř 2/3 dodávek tepla v soustavách centrálního zásobování teplem. Co se týče vyrobené elektřiny, ta pokrývá téměř 14 % netto spotřeby elektřiny v ČR.
Za posledních 5 let je přitom trend takový, že dlouhodobě klesá výroba elektřiny z těcho zdrojů s výkonem nad 5 MWe (z 8.4 TWh v roce 2010 na 7,4 TWh v roce 2013) a naopak roste výroba ze zdrojů pod 5 MWe (z 0,6 TWh v roce 2010 na 1 TWh v roce 2013).
V České republice patří kogenerace mezi podporované zdroje energie. Její podpora je legislativně zakotvena v zákoně č. 165/2012 Sb., o podporovaných zdrojích a o změně některých zákonů, a navazující vyhlášce Ministerstva průmyslu a obchodu č. 453/2012 Sb., podle které se stanoví množství elektřiny z KVET, na kterou se vztahuje podpora.
Realizace podpory probíhá formou tzv. zelených bonusů k ceně elektřiny z vysokoúčinné KVET. Tyto bonusy jsou stanoveny jako pevné ceny pro jednotlivé typy zdrojů KVET a jejich výše je každoročně určována cenovým rozhodnutím Energetického regulačního úřadu.

## Příklady použití kogenerace
- Tepelná elektrárna Mělník napájí 30 km dlouhým teplovodem sever Prahy
- Jaderná elektrárna Temelín napájí teplem Týn nad Vltavou
- Tepelná elektrárna Opatovice nad Labem napájí teplem Hradec Králové, Pardubice a Chrudim
- Holešovická elektrárna býv. Elektrických podniků hl. města Prahy již při svém vzniku na začátku 20. století dodávala teplo do pražské čtvrti Holešovice-Bubny
- Tepelné elektrárny Prunéřov napájí teplem města Klášterec nad Ohří, Chomutov a Jirkov.
- Teplárny vyrábějí teplo i elektřinu